# Daïra de Mostefa Ben Brahim
La daïra de Mostefa Ben Brahim est une circonscription administrative algérienne située dans la wilaya de Sidi Bel Abbès. Son chef-lieu est situé sur la commune éponyme de Mostefa Ben Brahim.
La daïra regroupe les quatre communes:
- Mostefa Ben Brahim
- Tilmouni
- Zerouala
- Belarbi